# Poésie iranienne
La poésie iranienne est un des genres les plus anciens de la littérature persane. Elle correspond à une forme née aux XIe et Xe siècles de notre ère. Elle est le fruit de la rencontre entre deux genres littéraires iraniens : la poésie en moyen-iranien et celle de la tradition arabo-musulmane. Ces deux genres avaient leurs thèmes et leurs formes spécifiques : la poésie en moyen-iranien voulait que chaque vers ait un nombre déterminé de syllabes,  tandis que la poésie arabo-musulmane favorisait la composition d'une prosodie qui faisait s'alterner syllabes brèves et syllabes longues. C'est de la rencontre entre ces deux genres que naît ce que l'on appelle aujourd'hui la poésie iranienne (ou poésie persane) : celle-ci marquée par le rythme arabe ajouté à la poésie iranienne traditionnelle. 

## Naissance de la poésie iranienne
Un homme est considéré comme fondateur de la littérature et de la poésie persane : il s'agit de Roudaki, qui meurt en 940. Son œuvre développe en particulier le panégyrique et le lyrisme amoureux. Elle demeure  une référence primordiale de l'Iran contemporain. Roudaki composait ses poèmes dans la cour de l'émir Samanide Nasr II (914-943), jusqu'à ce qu'il répudie l'artiste et l'aveugle. Pourtant, le succès de l'œuvre de Roudaki dépassa les frontières de l'Iran et inspira des auteurs européens tels que Jean de La Fontaine. En 2008, à l'université de Téhéran, on célébrait encore le 1150e anniversaire de la mort de ce poète. D'autres poètes font également partie du cercle des pères fondateurs de la poésie iranienne, notamment Ferdowsi et Khayyam (Xe et XIe siècles de notre ère), dont les œuvres sont tout aussi importantes. La poésie de ces deux auteurs est qualifiée de classique, les thèmes abordés sont les thèmes types de l'ère préislamique : hauts faits de gloire des grands rois perses pour Ferdowsi, nostalgie et mélancolie de la défaite guerrière face aux Turcs pour Khayyam. Le genre épique est représenté par exemple représenté par le Livre des Rois au XIe siècle ou Samak-é ʿAyyar au XIIe siècle.

## Lyrisme et mysticisme soufi
Du XIIe au XIVe siècle, la poésie iranienne se veut moins politique. Les poètes s'approprient donc de nouveaux thèmes, tels que la sagesse, l'amour et le mysticisme. Ainsi, l'épopée et le panégyrique perdent de leur prestige. Un auteur comme Nizami (né en 1140) propose une œuvre symbolique de cette transition thématique. Progressivement, le mysticisme prend de l'importance de façon croissante dans la poésie iranienne, croissance liée au développement parallèle du soufisme. Le poète Rûmî signe avec son poème Mathnawî-ima‘navî, (composé d'environ 26 000 distiques) une référence de la poésie iranienne, qui utilise l'emploi de l'héritage du lyrisme amoureux dans un contexte religieux. Au XVe siècle, les poètes iraniens feront le choix artistique du mysticisme soufi, symbolisant un refus de la science en faveur du soufisme, utile à l'homme cherchant la Vérité. Le poète qui symbolise au mieux cette époque est Djami, aujourd'hui considéré comme une grande figure de la poésie iranienne.